# Бенхай
Бенхай (вьет. Sông Bến Hải) — река в центральном Вьетнаме. Служила границей между северной и южной зонами по 17-й параллели согласно Женевским соглашениям 1954 года, утратившим силу в 1976 году. Демилитаризованная зона (ДМЗ), разделяющая Вьетнам на две части, простиралась примерно на 5 километров (3,1 миль) по обе стороны реки.

## Общая характеристика
Река Бенхай имеет общую длину около 100 километров. Её исток находится в горах Чыонгшон вдоль границы с Лаосом. Впадает в Южно-Китайское море в черте города Куангчи. У истока в горах река называется «Рао Тхань». Течёт с запада на восток к югу от 17-й параллели и недалеко от северной границы провинции Куангчи, в которой она находится. В самом широком месте ширина реки составляет около 200 м.

## История

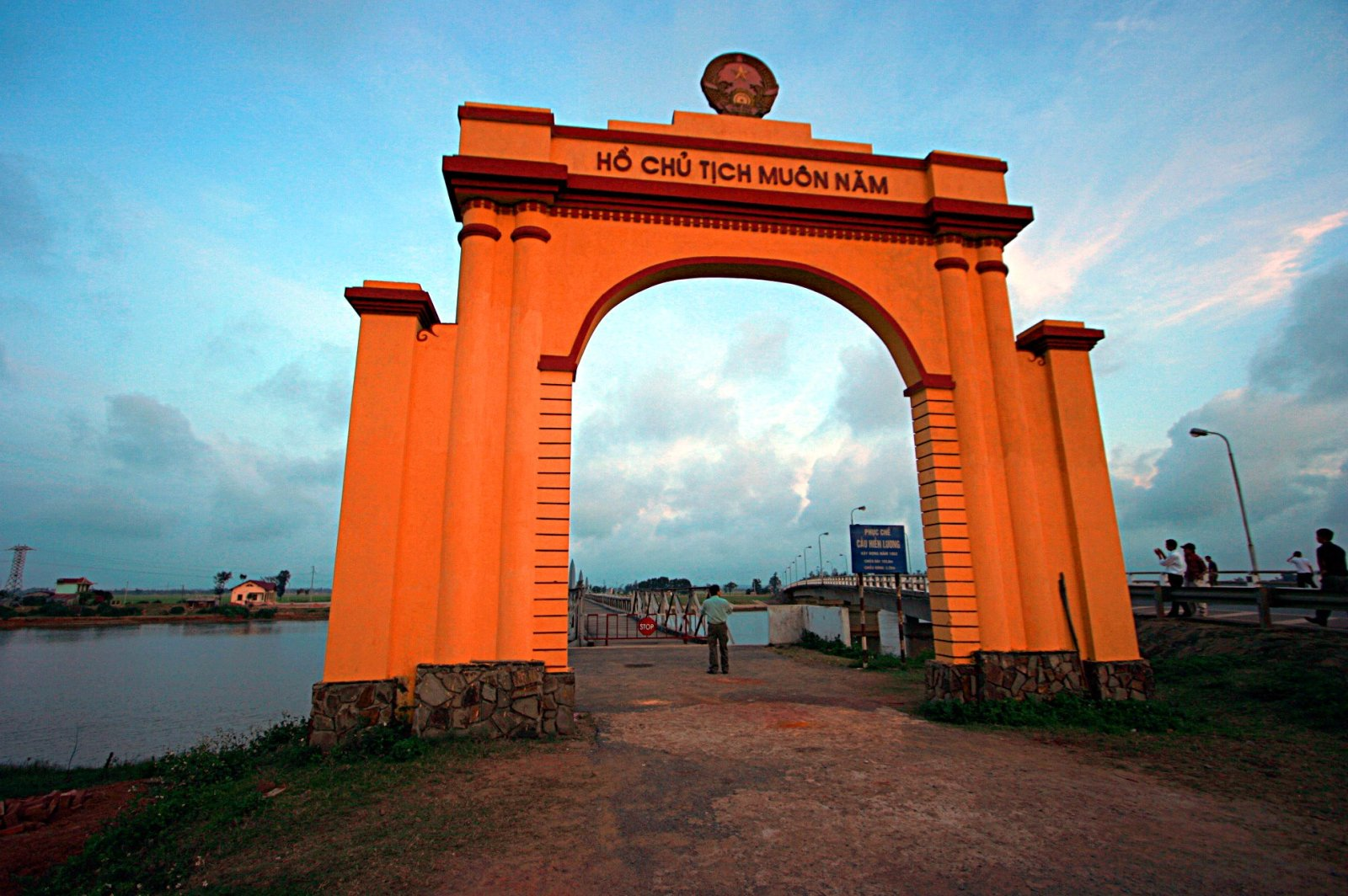
Мемориальный портал в честь Хо Ши Мина на мосту Хиен Лыонг

Во время раздела Вьетнама основная дорога с севера на юг (шоссе 1) пересекала реку Бенхай через мост Хиен Луонг (также известный как «Мост мира»), балочный мост, построенный французами из стали в 1950 году. После раздела северная часть моста была окрашена в красный цвет, а южная — в жёлтый. Мост был поврежден американскими бомбардировками во время войны во Вьетнаме в 1967 году. Американские самолёты разрушили мост 5 апреля 1972 года, чтобы задержать вторжение северовьетнамских войск во время Пасхального наступления. После Парижских мирных соглашений рядом со старым мостом был построен современный мост.